# Miami Fusion Football Club
O Miami Fusion Football Club, mais conhecido como Miami Fusion foi uma equipe de futebol dos EUA que disputou a Major League Soccer (MLS), a principal liga de futebol estadunidense, entre 1998 e 2001. Entre  2015 e 2017 atuou na National Premier Soccer League, quarta divisão do Futebol dos Estados Unidos

## História

### Miami Fusion (1997-2001)
Apesar de ter Miami no nome, a sede da equipe localizava-se em Fort Lauderdale, cidade do estado da Flórida. Disputou a Major League Soccer (MLS) entre 1998 e 2001, e foi em seu último ano que conquistou o único título de sua história, a MLS Supporters' Shield. Em 2000, foi vice-campeão da US Open Cup.

### Miami Fusion (2015-2018)
Em 2015 o Miami Fusion voltou a ativa como um clube fênix, e atualmente disputa a National Premier Soccer League, equivalente a quarta divisão. Em 2018 o clube foi novamente extinto.

## Palmarés
| NACIONAIS | NACIONAIS          | NACIONAIS | NACIONAIS  |
|           | Competição         | Venceu    | Temporadas |
| --------- | ------------------ | --------- | ---------- |
|           | Supporters' Shield | 1         | 2001       |

### Outras campanhas de destaque
- U.S. Open Cup: 
  - Vice-campeão (1): 2000